# Turquía en los Juegos Paralímpicos de Londres 2012
Turquía estuvo representada en los Juegos Paralímpicos de Londres 2012 por un total de 67 deportistas, 46 hombres y 21 mujeres.

## Medallistas
El equipo paralímpico turco obtuvo las siguientes medallas:
| Nombre                                                                                   | Deporte                   | Evento                                       |
| ---------------------------------------------------------------------------------------- | ------------------------- | -------------------------------------------- |
| Oro                                                                                      |                           |                                              |
| Nazmiye Muslu                                                                            | Levantamiento de potencia | –40 kg femenino                              |
| Plata                                                                                    |                           |                                              |
| Çiğdem Dede                                                                              | Levantamiento de potencia | –44 kg femenino                              |
| Neslihan Kavas                                                                           | Tenis de mesa             | Individual 9 femenino                        |
| Ümran Ertiş Neslihan Kavas Kübra Öçsoy                                                   | Tenis de mesa             | Equipo 6-10 femenino                         |
| Muharrem Korhan Yamaç                                                                    | Tiro                      | Pistola de aire 10 m SH1 masculino           |
| Nazan Akın                                                                               | Yudo                      | +70 kg femenino                              |
| Bronce                                                                                   |                           |                                              |
| Hüseyin Alkan Abdullah Aydoğdu Mehmet Cesur Tekin Okan Düzgün Tuncay Karakaya Yusuf Uçar | Golbol                    | Torneo masculino                             |
| Özlem Becerikli                                                                          | Levantamiento de potencia | –56 kg femenino                              |
| Doğan Hancı                                                                              | Tiro con arco             | Compuesto individual clase abierta masculino |
| Duygu Çete                                                                               | Yudo                      | –57 kg femenino                              |